# Monte Radunia
El Monte Radunia es el nombre que reciba una montaña en el Macizo de Ślęża. Su altura es de 573 metros sobre el nivel del mar. Se encuentra en el Parque paisajístico de Góra Radunia.
La montaña se encuentra administrativamente incluida en el condado de Dzierżoniów, Baja Silesia, en el suroeste del país europeo de Polonia.